# Vũ Giác
Vũ Giác (1838-1888) là quan chức nhà Nguyễn, có nhiều công lao trong phong trào chống Pháp trong lịch sử Việt Nam.

## Tiểu sử
Vũ Giác sinh năm 1838 trong một dòng họ khoa bảng xứ Kinh Bắc, quê ở thôn Ngọc Quan (tên nôm là làng Sen), huyện Lương Tài, tỉnh Bắc Ninh, hậu duệ Vũ Miên: Tể tướng và Quốc tử giám Tế tửu.
Vũ Giác nổi tiếng thông minh, học rộng. Khoa thi Hương tại trường thi Hà Nội năm 1864, qua bốn trường ông được trúng cách, đỗ cùng khoa này tại trường thi Hà Nội với ông có Nguyễn Khuyến và Dương Khuê. Năm sau, khoa thi Hội tại Huế (1865), ông đỗ Phó bảng. Ông trải qua nhiều chức, về sau được giữ chức Bố chính sứ tỉnh Thái Nguyên (chánh Tam phẩm).
Ông là vị quan đức độ, giàu lòng nhân hậu, thương dân. Trong cương vị chức quan đứng đầu tỉnh Thái Nguyên, ông được triều đình tin dùng, nhân dân kính trọng; ngay khi ông còn sống, nhân dân làng Quan Đào thuộc vùng Yên Lãng đã xin húy hiệu của ông để thờ làm Thành hoàng.
Người Pháp vào đánh Đại Nam. Trước tình thế triều đình nhà Nguyễn nhân nhượng, cắt đất cầu hòa với người Pháp, Vũ Giác từ quan về quê mở trường dạy học. Một số quan lại thân Pháp nhiều lần đến vận động ông và con ông ra làm việc cho Pháp và triều đình, nhưng ông kiên quyết từ chối. Ông dạy học và liên hệ mật thiết với các thủ lĩnh các cuộc khởi nghĩa, các sĩ phu yêu nước ở các tỉnh Bắc Kỳ, Trung Kỳ. Đối với cuộc khởi nghĩa của Nguyễn Thiện Thuật ở Đông Triều, Chí Linh, ông hết lòng giúp đỡ bằng việc động viên con cháu, môn sinh, người làng tham gia nghĩa quân. Ông cũng đứng ra quyên góp tiền bạc, lương thực, áo quần gửi về Đông Triều cho quân Bãi Sậy. Nhà ở và trường học của ông cũng là đầu mối liên lạc của quan lại trong triều ủng hộ cuộc khởi nghĩa của Nguyễn Thiện Thuật. Nhà ông cũng là nơi trú chân của gia đình Nguyễn Thiện Thuật khi bị nhà Nguyễn khủng bố.
Ngay sau khi nhận lệnh trở về căn cứ Bãi Sậy, Nguyễn Thiện Thuật cùng với Ngô Quang Huy, Nguyễn Hữu Đức họp bàn và cho người mời Vũ Giác tới cùng xây dựng kế hoạch kháng chiến chống Pháp.
Nguyễn Thiện Thuật rất quan tâm đến đồn điền của Vũ Giác ở Bình Xuyên và đề nghị mở rộng diện tích, lập các ấp ở chung quanh để khi xảy ra chiến tranh thì biến thành các đồn tiền tiêu, chú ý đến đồn lũy phòng thủ. Nếu căn cứ Bãi Sậy bị uy hiếp thì nghĩa quân dồn lên đó dựa vào thế hiểm trở của miền núi để kháng chiến. Nguyễn Thiện Thuật cũng đề nghị Vũ Giác tiếp tục giữ bí mật việc mình đứng ra lập đồn điền mà giao cho người tin cẩn đảm nhiệm như trước đây để mật thám Pháp không nhòm ngó.
Trong thời gian căn cứ Bãi Sậy tồn tại suốt từ năm 1885 đến năm 1888, đồn điền ở Bình Xuyên đã cung cấp nhiều lương thực, tiền bạc cho quân Bãi Sậy. Đây cũng là nơi trú chân của các thủ lĩnh khởi nghĩa bị quân Pháp truy nã, hoặc bị thương, bị bệnh đến điều trị.
Năm 1888, ông bị bạo bệnh qua đời khi mới 50 tuổi. Sau khi ông mất, đồn điền của ông vẫn được các thủ hạ duy trì, tiếp tục làm nhiệm vụ hậu cần cho căn cứ Bãi Sậy. Lúc mất, ông được triều đình nhà Nguyễn tặng phẩm hàm Cáo thụ Gia nghị đại phu.
Ông là thông gia với Nguyễn Thiện Thuật. Trong sách 284 Anh hùng hào kiệt của Việt Nam, tác giả Vũ Thanh Sơn có liệt kê tên của ông vì công lao lớn đối với khởi nghĩa Bãi Sậy.